# Forpus conspicillatus
Forpus conspicillatus là một loài chim trong họ Psittacidae.

## Hình ảnh

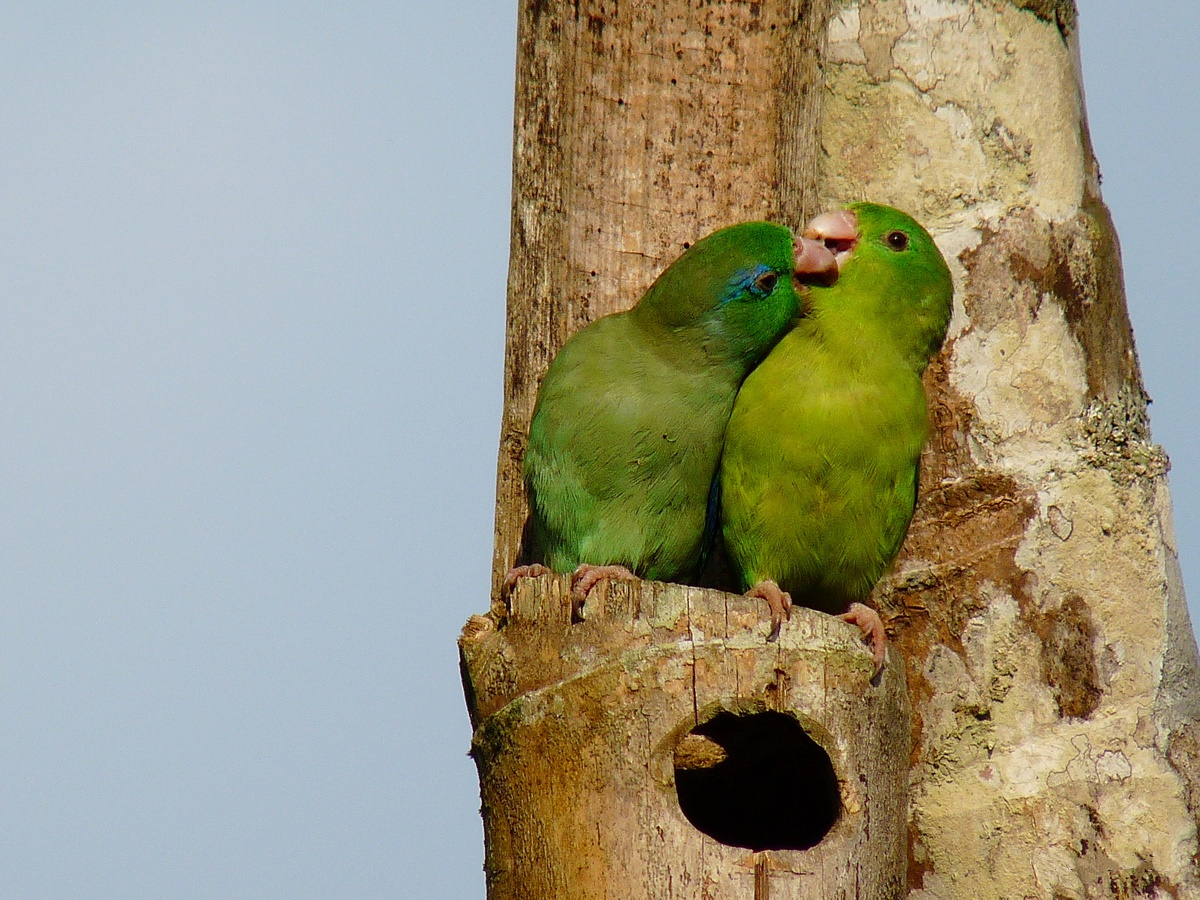
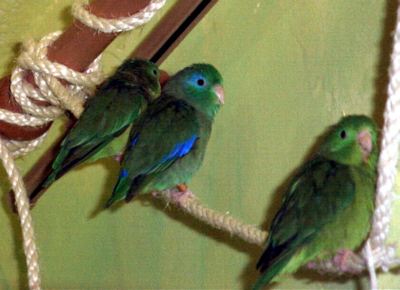
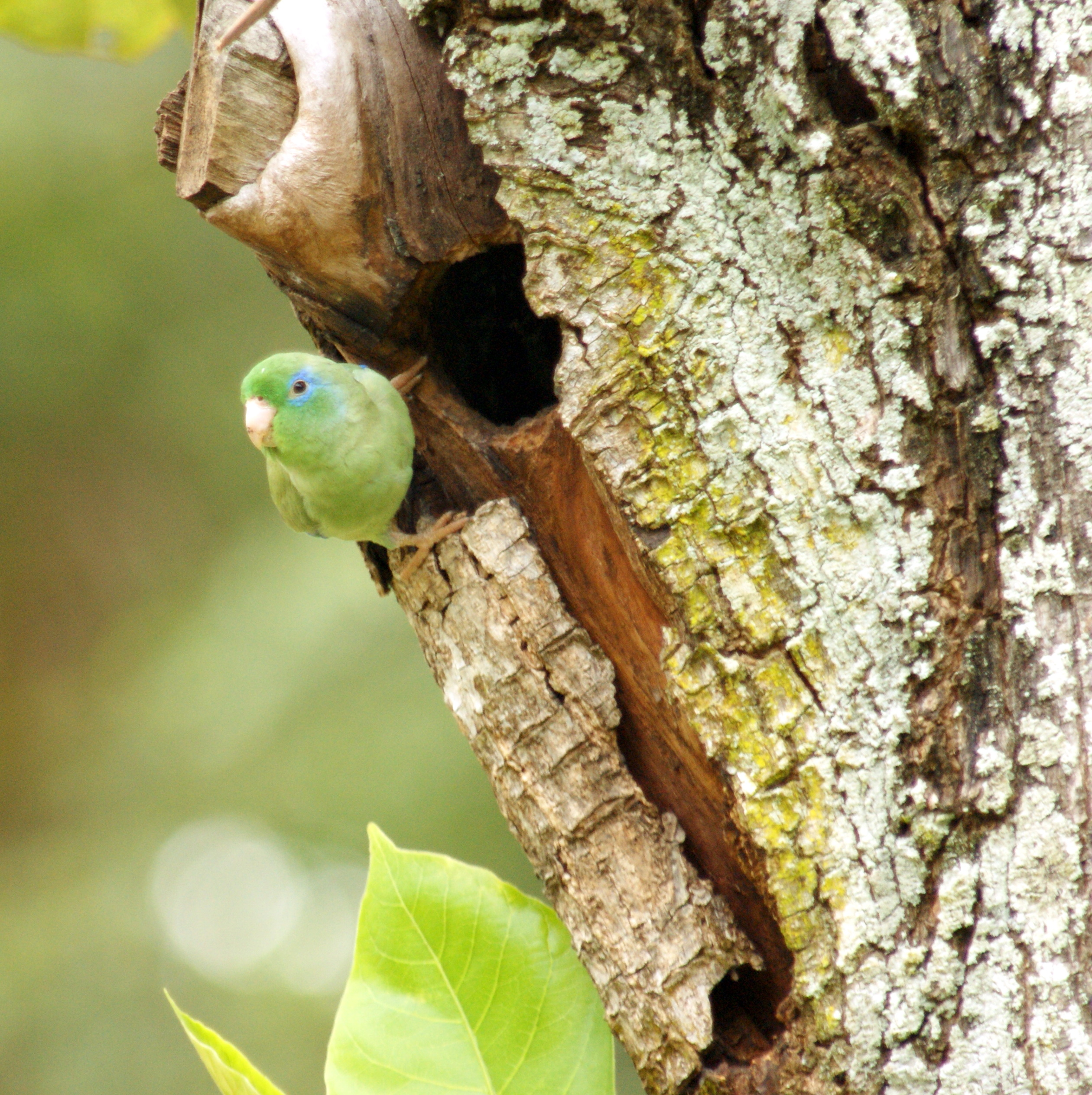